# محمد صيام
محمد بن صالح بن حسن صيام (1910 - 30 يناير 1991م / 1328هـ - 1411 هـ)، هو خطاط فلسطيني، من مواليد قرية لفتا المهجرة في مدينة القدس. أخذ الخط عن عبد القادر الشهابي وعلى يد سيد إبراهيم من مصر.

## وفاته
توفي مساء يوم الأربعاء 30 يناير 1991م الموافق 15 رجب 1411هـ، اثر نوبة قلبية حادة ثم دفن في مقبرة باب الساهرة بالقدس في مكان مجاور لضريح مؤرخ مدينة القدس عارف العارف.

## آثاره
له عدد من الكراريس وأصدر كتابين في الخط.
له عدة مؤلفات تعليمية لتبسيط تعلّم الخط العربي منها:
- رياض الخط العربي. (1990).
- في مضاهاة الخطوط. (1990).
- كراس السهل (ستة أجزاء).
- كراس حدائق الخط العربي.

## الجوائز
نال عدة جوائز عالمية ونصب عميد الخطاطين في العالم العربي والإسلامي من قبل المؤتمر الإسلامي لجنة الحفاظ على التراث العربي والإسلامي.
- جائزة مهرجان عجلون الفني عام 1960م.
- الجائزة التقديرية في مسابقة الخط الدولية الأولى باسطنبول عام 1986م (المعروفة باسم مسابقة الخطاط حامد الآمدي).
- الجائزة التقديرية الأولى من قبل مؤتمر القدس العالمي للتراث الشعبي الفلسطيني عام 1987م.
- مُنح وسام فلسطين للفنون في مهرجان أقيم في مدينة القاهرة عام 1990م.